# Рамминген (Вюртемберг)
Рамминген (нем. Rammingen) — община в Германии, в земле Баден-Вюртемберг.
Подчиняется административному округу Тюбинген. Входит в состав района Альб-Дунай. Население составляет 1263 человека (на 31 декабря 2010 года). Занимает площадь 14,04 км².